# Brian Van Holt
Brian Van Holt (Waukegan, 6 luglio 1969) è un attore statunitense.

## Biografia
Di origini scozzesi ed irlandesi, Van Holt ha recitato nel ruolo di Sean Cavennaugh nella mini-serie TV per la CBS Threshold. Ha preso parte anche alle produzioni cinematografiche La maschera di cera (House of Wax), L'uomo di casa (Man of the House), S.W.A.T. - Squadra speciale anticrimine, Basic, Confidence - La truffa perfetta, Windtalkers, Black Hawk Down - Black Hawk abbattuto, oltre che apparire in alcuni episodi delle serie televisiva Love & Money, Sex and the City, Più forte ragazzi, Homicide, Spin City, e Beverly Hills 90210. Nella serie di David Milch per HBO, John from Cincinnati, Van Holt è stato co-protagonista, nel ruolo di Butchie Yost, il figlio della leggenda del surf Mitch Yost. Dal 2009 è nel cast principale della serie Cougar Town.
Van Holt vive ad Huntington Beach, California. Ha una laurea in Sociologia e Psicologia conseguita nel 1993 alla UCLA.

## Filmografia parziale

### Cinema
- Whipped - Ragazzi al guinzaglio (Whipped), regia di Peter M. Cohen (2000)
- Black Hawk Down - Black Hawk abbattuto (Black Hawk Down), regia di Ridley Scott (2001)
- Windtalkers, regia di John Woo (2002)
- Confidence - La truffa perfetta (Confidence), regia di James Foley (2003)
- Basic, regia di John McTiernan (2003)
- S.W.A.T. - Squadra speciale anticrimine (S.W.A.T.), regia di Clark Johnson (2003)
- L'uomo di casa (Man of the House), regia di Stephen Herek (2005)
- La maschera di cera (House of Wax), regia di Jaume Collet-Serra (2005)
- Jimmy Bobo - Bullet to the Head (Bullet to the Head), regia di Walter Hill (2012)
- Wild, regia di Jean-Marc Vallée (2014)
- Nella tana dei lupi (Den of Thieves), regia di Christian Gudegast (2018)

### Televisione
- Sex and the City – serie TV, episodio 2x09 (1999)
- Threshold - serie TV, 13 episodi (2005-2006)
- The Ex List – serie TV, episodio 1x04 (2008)
- Cougar Town – serie TV, 90 episodi (2009-2015)
- The Bridge – serie TV, 10 episodi (2013-2014)
- Ascension – miniserie TV, 3 puntate (2014)
- Deputy – serie TV, 13 episodi (2020)
- Joe vs. Carole – miniserie TV, 8 puntate (2022)
- Lawmen - La storia di Bass Reeves (Lawmen: Bass Reeves), regia di Christina Alexandra Voros e Damian Marcano – miniserie TV, puntata 6 (2023)

## Doppiatori italiani
Nelle versioni in italiano delle opere in cui ha recitato, Brian Van Holt è stato doppiato da:
- Christian Iansante in Threshold, Cougar Town, Deputy, Joe vs. Carole
- Massimiliano Manfredi in Whipped - Ragazzi al guinzaglio, Confidence - La truffa perfetta
- Ermanno Ribaudo in Black Hawk Down - Black Hawk abbattuto
- Riccardo Niseem Onorato in Basic
- Maurizio Romano in S.W.A.T. - Squadra speciale anticrimine
- Roberto Pedicini in CSI - Scena del crimine
- Davide Marzi in CSI: Miami
- Massimo De Ambrosis in L'uomo di casa
- Vittorio Guerrieri in Sons of Anarchy
- Saverio Indrio in Burn Notice - Duro a morire
- Simone D'Andrea in La maschera di cera
- Guido Di Naccio in Jimmy Bobo - Bullet to the Head
- Fabrizio Russotto in Wild
- Alberto Sette in Community